# ریوسوکه ناکاشیما
ریوسوکه ناکاشیما (ژاپنی: 中島 良輔؛ زادهٔ ۲۸ آوریل ۱۹۸۸) یک بازیکن فوتبال اهل ژاپن است.
از باشگاه‌هایی که در آن بازی کرده‌است می‌توان به باشگاه فوتبال جوبیلو ایواتا اشاره کرد.